# Unearthly Trance
Unearthly Trance is een Amerikaanse sludgemetalband uit New York, opgericht in 2000.

## Bezetting
Huidige bezetting
- Ryan 'Rion' Lipynsky (e-gitaar, zang)
- Jay Newman (e-basgitaar)
- Darren 'Vril' Verni (drums)

Voormalige bezetting
- Pete McCoil (drums)
- Jeremy Curles (drums)

## Geschiedenis
De band werd geformeerd in 2000 door gitarist en zanger Ryan 'Rion' Lipynsky en bassist Jay Newman. Nadat de eerste demo was uitgebracht onder de naam Sonic Burial Hymns, werd het label Southern Lord zich bewust van de band, waarbij de single Lord Humanless Awakens/Summoning The Beast werd uitgebracht. In 2001 scheidde de band van hun drummer Pete McCoil, die werd vervangen door Darren 'Vril' Verni. Het jaar daarop volgde een tournee door de Verenigde Staten met Electric Wizard. Tijdens de tournee bracht de band de demo Hadit uit, voordat de single Frost Walk With Me / Vitriolic Veracity Vs. the Vortex werd uitgebracht bij Parasitic Records, die werd opgenomen onder leiding van Stephen O'Malley van Sunn O))). In het najaar van 2003 verscheen het debuutalbum Season of Séance, Science of Silence bij Rise Above Records. In Noord-Amerika werd het album uitgebracht via The Music Cartel, terwijl de gelimiteerde vinyl-versie werd uitgebracht bij Parasitic Records. Het tweede album In the Red werd in november 2004 uitgebracht bij Rise Above Records in Europa. De opnamen zijn opgenomen in de Volume Studios in Chicago onder leiding van Sanford Parker. Er volgden optredens met Morbid Angel, Pelican, Sunn O))), Warhorse, Om, Grief, Floor en Comets on Fire. Het derde album The Trident werd in april 2006 uitgebracht bij Relapse Records. Het album werd opnieuw opgenomen onder leiding van Sanford Parker. De opnamen werden voornamelijk gemaakt in de Electrical Audio Studios van Steve Albini. In 2006 en 2007 heeft de band verschillende optredens gehad en ook een Europese tournee van meerdere maanden. In de tweede helft van 2007 nam de band opnieuw contact op met Sanford Parker om het album Electrocution in de Volume Studios op te nemen. Het album werd uitgebracht in 2008, gevolgd door het album V in 2010. In 2012 kondigde de band hun ontbinding aan, maar na drie jaar gingen ze weer samen en in 2017 brachten ze weer een album uit met Stalking the Ghost.

## Stijl
Volgens Gunnar Sauermann van Metal Hammer, combineert Unearthly Trance gedeeltelijk de loden zwaarte van doommetal met de agressieve kracht van hardcore punk en een heleboel psychedelische elementen op het album The Trident. De keelzang is extreem agressief voor een doommetalband. Sauermann maakte vergelijkingen met bands als Sunn O))), Neurosis en High on Fire. Volgens Robert Müller van Metal Hammer is de band over Elektrocution geen kopie van Black Sabbath, maar eerder een mix van bands als The Melvins, High on Fire en een beetje Bathory. Volgens Melanie Aschenbrenner van Metal Hammer speelt de band een langzame mix van sludge en doommetal op het album V, dat uiterlijk na het achtste nummer als eentonig klinkt.

## Discografie
- 2000: Sonic Burial Hymns (demo, eigen publicatie)
- 2001: Nuit / Sonic Burial Hymns (demo, eigen publicatie)
- 2001: Lord Humanless Awakens / Summoning the Beast (single, Southern Lord)
- 2002: Hadit (demo, eigen publicatie)
- 2003: Frost Walk With Me / Vitriolic Veracity Vs. the Vortex (single, Parasitic Records)
- 2003: Season of Séance, Science of Silence (album, Rise Above Records)
- 2004: In the Red (album, Rise Above Records)
- 2005: Live in Belgium (livealbum, Humanless Records)
- 2006: The Trident (album, Relapse Records)
- 2007: The Axis Is Shifting (ep, Banana Hammock Records)
- 2007: Eleven Are the Voices (ep, Land o' Smiles Records)
- 2008: Electrocution (album, Relapse Records)
- 2008: Psychological Operations (split met Suma, Grimmgrinner Records)
- 2009: Unearthly Trance / Ramesses (split met Ramesses, Future Noise Recordings)
- 2009: Unearthly Trance / Minsk (split met Minsk, Parasitic Records)
- 2009: Unearthly Trance / Aldebaran (split met Aldebaran, Parasitic Records)
- 2010: Unearthly Trance / Volition (split met Volition, Wolfsbane Records)
- 2010: Unearthly Trance / The Endless Blockade (split met The Endless Blockade, Chrome Peeler Records)
- 2010: V (album, Relapse Records)
- 2010: Collaboration (ep, Throne Records)
- 2010: Manson (split met Wooden Wand, Chrome Peeler Records)
- 2017: Stalking the Ghost (album, Relapse Records)